# Parafia Zwiastowania Pańskiego w Zamieniu
Parafia Zwiastowania Pańskiego w Zamieniu – parafia rzymskokatolicka należąca do dekanatu mińskiego – św. Antoniego z Padwy, diecezji warszawsko-praskiej, metropolii warszawskiej Kościoła katolickiego. W parafii posługują księża diecezjalni.

## Zasięg parafii
Do parafii należą wierni z następujących miejscowości: Celinów, Grębiszew, Jędrzejnik, Kluki, Maliszew, Podrudzie i Zamienie.